# Wahlkreis Mailand – Loreto
Der Wahlkreis Mailand – Loreto ist seit 2020 ein Wahlkreis (italienisch collegio elettorale) für die Wahl der Abgeordnetenkammer.

## Wahlkreisgebiet
| Wahlkreise – Camera dei deputati – Lombardei | Wahlkreise – Camera dei deputati – Lombardei | Wahlkreise – Camera dei deputati – Lombardei |
| Provinz                                      | Provinz                                      | Gemeinden nach Provinzen ⮞ Wahlkreis |
| -------------------------------------------- | -------------------------------------------- | --- |
|                                              | Metropolitanstadt Mailand (133 Gemeinden)    | ↳ Lombardei 1: Teil Mailands ⮞ Wahlkreis Mailand – Bande Nere Teil Mailands ⮞ Wahlkreis Mailand – Buenos Aires – Venezia Teil Mailands ⮞ Wahlkreis Mailand – Loreto 40 ⮞ Wahlkreis Rozzano 31 ⮞ Wahlkreis Legnano 33 ⮞ Wahlkreis Cologno Monzese 17 ⮞ Wahlkreis Sesto San Giovanni ↳ Lombardei 4: 11 ⮞ Wahlkreis Lodi |
|                                              | Provinz Bergamo (243 Gemeinden)              | ↳ Lombardei 2: 36 ⮞ Wahlkreis Lecco ↳ Lombardei 3: 117 ⮞ Wahlkreis Bergamo 90 ⮞ Wahlkreis Treviglio |
|                                              | Provinz Brescia (205 Gemeinden)              | ↳ Lombardei 3: 37 ⮞ Wahlkreis Brescia 46 ⮞ Wahlkreis Desenzano del Garda 112 ⮞ Wahlkreis Lumezzane ↳ Lombardei 4: 10 ⮞ Wahlkreis Cremona |
|                                              | Provinz Como (148 Gemeinden)                 | 66 ⮞ Wahlkreis Como 82 ⮞ Wahlkreis Sondrio |
|                                              | Provinz Cremona (113 Gemeinden)              | alle ⮞ Wahlkreis Cremona |
|                                              | Provinz Lecco (84 Gemeinden)                 | alle ⮞ Wahlkreis Lecco |
|                                              | Provinz Lodi (60 Gemeinden)                  | alle ⮞ Wahlkreis Lodi |
|                                              | Provinz Mantua (64 Gemeinden)                | alle ⮞ Wahlkreis Mantua |
|                                              | Provinz Monza und Brianza (55 Gemeinden)     | 30 ⮞ Wahlkreis Monza 25 ⮞ Wahlkreis Seregno |
|                                              | Provinz Pavia (186 Gemeinden)                | 157 ⮞ Wahlkreis Pavia 29 ⮞ Wahlkreis Lodi |
|                                              | Provinz Sondrio (77 Gemeinden)               | alle ⮞ Wahlkreis Sondrio |
|                                              | Provinz Varese (138 Gemeinden)               | 101 ⮞ Wahlkreis Varese 37 ⮞ Wahlkreis Busto Arsizio |

Der Wahlkreis umfasst Teil der Gemeinde Mailand, d. h. die folgende Stadtgliederungen (Nuclei di identità locale, Kurzbezeichnung: NIL): Greco (NIL 13); Niguarda – Ca’ Granda (NIL 14); Bicocca (NIL 15); Viale Monza (NIL 16); Adriano (NIL 17); Parco Lambro – Cimiano (NIL 18); Padova (NIL 19); Loreto (NIL 20); Città Studi (NIL 22); Lambrate (NIL 23); Trenno (NIL 64); Gallaratese (NIL 65); QT 8 (NIL 66); Villapizzone (NIL 71); Maggiore – Musocco (NIL 72); Cascina Triulza – Expo (NIL 73); Sacco (NIL 74); Stephenson (NIL 75); Quarto Oggiaro (NIL 76); Bovisa (NIL 77); Dergano (NIL 79); Affori (NIL 80); Bovisasca (NIL 81); Comasina (NIL 82); Bruzzano (NIL 83); Parco Nord (NIL 84).

## Wahlergebnisse

### Parlamentswahl 2022
| Kandidaten                          | Kandidaten               | Stimmen | %    | Listen                                                  | Stimmen | %    |
| ----------------------------------- | ------------------------ | ------- | ---- | ------------------------------------------------------- | ------- | ---- |
|                                     | Bruno Tabaccigewählt     | 79.229  | 38,4 | Partito Democratico – Italia Democratica e Progressista | 52.547  | 25,5 |
| Alleanza Verdi e Sinistra           | Bruno Tabaccigewählt     | 79.229  | 38,4 | 14.669                                                  | 7,1     |      |
| +Europa                             | Bruno Tabaccigewählt     | 79.229  | 38,4 | 10.771                                                  | 5,2     |      |
| Impegno Civico – Centro Democratico | Bruno Tabaccigewählt     | 79.229  | 38,4 | 1.242                                                   | 0,6     |      |
|                                     | Andrea Mandelli          | 73.038  | 35,4 | Fratelli d’Italia                                       | 43.797  | 21,2 |
| Lega per Salvini Premier            | Andrea Mandelli          | 73.038  | 35,4 | 15.162                                                  | 7,4     |      |
| Forza Italia                        | Andrea Mandelli          | 73.038  | 35,4 | 11.782                                                  | 5,7     |      |
| Noi Moderati                        | Andrea Mandelli          | 73.038  | 35,4 | 2.297                                                   | 1,1     |      |
|                                     | Filippo Campiotti        | 23.619  | 11,5 | Azione – Italia Viva                                    | 23.619  | 11,5 |
|                                     | Denis Nunga Lodi         | 19.211  | 9,3  | Movimento 5 Stelle                                      | 19.211  | 9,3  |
|                                     | Giuseppina Maria Vercesi | 3.622   | 1,8  | Unione Popolare                                         | 3.622   | 1,8  |
|                                     | Francesca Gentile        | 3.545   | 1,7  | Italexit per l’Italia                                   | 3.545   | 1,7  |
|                                     | Alessandro Fabio Pascale | 2.668   | 1,3  | Italia Sovrana e Popolare                               | 2.668   | 1,3  |
|                                     | Sofia Simonetti          | 1.146   | 0,6  | Vita                                                    | 1.146   | 0,6  |
|                                     | Daniela Reho             | 183     | 0,1  | Noi di Centro – Europeisti                              | 183     | 0,1  |
| Gesamt                              | Gesamt                   | 206.261 | 100  |                                                         | 206.261 | 100  |
|                                     |                          |         |      |                                                         |         |      |
| Ungültige Stimmen                   | Ungültige Stimmen        | 4.929   | 2,3  |                                                         |         |      |
| Wähler                              | Wähler                   | 211.190 | 66,6 |                                                         |         |      |
| Wahlberechtigte                     | Wahlberechtigte          | 316.983 |      |                                                         |         |      |
|                                     |                          |         |      |                                                         |         |      |
| Quelle: Innenministerium            |                          |         |      |                                                         |         |      |